# Khadra Hussein Mohammad
Khadra Hussein Mohammad là một luật sư người Somalia, người đã trở thành Phó công tố viên quốc gia đầu tiên ở Somaliland vào năm 2010. Bà được Chương trình Phát triển Liên Hợp Quốc hỗ trợ đào tạo.

## Nghề nghiệp
Chương trình đào tạo pháp lý của Khadra Hussein Mohammad được Chương trình Phát triển Liên Hợp Quốc hỗ trợ. Bà học tại Trường Luật thuộc Đại học Hargeisa, được thành lập bởi UNDP. Mohammad, sau đó gia nhập Hiệp hội Luật sư Somaliland cho phép bà tiếp cận các chường trình đào tạo pháp lý thêm từ UNDP. Bà ca ngợi tổ chức này, nói rằng đó là một trong những thành phần chính đã dẫn đến thành công của bà là một luật sư.
Sau khi hoàn thành khóa đào tạo đó, bà đã làm việc một năm với tư cách là trợ lý tại văn phòng Công tố viên Quốc gia. Bà được bổ nhiệm để trở thành Phó công tố viên quốc gia vào năm 2010, lần đầu tiên có một phụ nữ giữ vị trí này. Bà nói rằng sự gia tăng số lượng luật sư nữ cho công việc của UNDP có nghĩa là các nạn nhân nữ đã sẵn sàng tham gia với họ nhiều hơn.